# Peter Schmidhuber
Peter Schmidhuber (Monaco di Baviera, 15 dicembre 1931 – 26 dicembre 2020) è stato un politico tedesco.
È stato commissario europeo.

## Formazione e carriera professionale
Schmidhuber studiò giurisprudenza ed economia all'Università Ludwig Maximilian di Monaco dal 1951. Nel 1960 divenne avvocato.
Dal 1961 al 1966 lavorò al dipartimento delle finanze dello stato bavarese e dal 1961 al 1978 operò anche come consulente legale.

## Carriera politica
Nel 1952 Schmidhuber aderì all'Unione Cristiano-Sociale (CSU). Dal 1960 al 1966 fu consigliere comunale a Monaco di Baviera.
Nel 1965 venne eletto al Bundestag. Rimase parlamentare fino al 1969, poi nel 1972 venne rieletto e svolse l'incarico fino al 1978. Fece sempre parte della commissione parlamentare per l'economia. Tra il 1976 e il 1978 fu membro della commissione economica del Consiglio d'Europa.
Il 15 ottobre 1978 venne eletto al parlamento della Baviera e vi rimase fino al 1987. Negli stessi anni fece parte del governo di Franz Josef Strauß come ministro regionale per le questioni federali ed europee.
Dal 1978 al 1987 Schmidhuber fu membro dell'assemblea parlamentare della NATO.

### Commissario europeo
Dopo la morte di Alois Pfeiffer il 1º agosto 1987, Schmidhuber venne nominato per subentrargli come commissario europeo. Il 22 settembre 1987 assunse dunque l'incarico di commissario per affari economici e l'occupazione nell'ambito della Commissione Delors I.
Fece parte anche della successiva Commissione Delors II in carica tra il 1989 e il 1993, svolgendo l'incarico di commissario al bilancio. Nella Commissione Delors III (1993-1995) fu commissario al bilancio, al controllo finanziario e alla lotta contro le frodi.

## Altre attività
Dopo l'esperienza in Commissione europea Schmidhuber si ritirò dalla vita politica. Nel 1995 venne nominato nel consiglio della Bundesbank. Si occupò della costruzione del sistema europeo delle banche centrali.
Successivamente lavorò per aziende come consulente in diritto privato e commerciale.